# Liste des monuments historiques protégés en 1851
Cet article recense les monuments historiques français classés en 1851.

## Protections
| Édifice                           | Commune     | Département    | Région                  | Protection | Base Mérimée                         | Coordonnées                      | Image |
| --------------------------------- | ----------- | -------------- | ----------------------- | ---------- | ------------------------------------ | -------------------------------- | ----- |
| Eglise Notre-Dame de l'Assomption | Anzy-le-Duc | Saône-et-Loire | Bourgogne-Franche-Comté | classé     | « PA00113071 », notice no PA00113071 | 46° 19′ 26″ nord, 4° 04′ 18″ est |       |